# Mastogenius arizonicus
Mastogenius arizonicus är en skalbaggsart som beskrevs av Charles L. Bellamy 2002. Mastogenius arizonicus ingår i släktet Mastogenius och familjen praktbaggar. Inga underarter finns listade i Catalogue of Life.